# Латті (Огайо)
Латті (англ. Latty) — селище (англ. village) в США, в окрузі Полдінґ штату Огайо. Населення — 165 осіб (2020).

## Географія
Латті розташоване за координатами 41°5′16″ пн. ш. 84°34′59″ зх. д. / 41.08778° пн. ш. 84.58306° зх. д. (41.087874, -84.583174).  За даними Бюро перепису населення США в 2010 році селище мало площу 0,70 км², уся площа — суходіл.

## Демографія
Згідно з переписом 2010 року, у селищі мешкали 193 особи в 70 домогосподарствах у складі 55 родин. Густота населення становила 277 осіб/км².  Було 80 помешкань (115/км²).
Расовий склад населення:
| - 88,6 % — білих - 5,2 % — чорних або афроамериканців - 3,1 % — корінних американців |

До двох чи більше рас належало 3,1 %. Частка іспаномовних становила 3,6 % від усіх жителів.
За віковим діапазоном населення розподілялося таким чином: 28,5 % — особи молодші 18 років, 61,7 % — особи у віці 18—64 років, 9,8 % — особи у віці 65 років та старші. Медіана віку мешканця становила 37,3 року. На 100 осіб жіночої статі у селищі припадало 101,0 чоловіків;  на 100 жінок у віці від 18 років та старших — 106,0 чоловіків також старших 18 років.
Середній дохід на одне домашнє господарство  становив 67 361 долар США (медіана — 54 375), а середній дохід на одну сім'ю — 79 251 долар (медіана — 75 625). Медіана доходів становила 49 167 доларів для чоловіків та 29 464 долари для жінок. За межею бідності перебувало 10,9 % осіб, у тому числі 6,3 % дітей у віці до 18 років та 11,1 % осіб у віці 65 років та старших.
Цивільне працевлаштоване населення становило 101 осіб. Основні галузі зайнятості: виробництво — 29,7 %, освіта, охорона здоров'я та соціальна допомога — 28,7 %, будівництво — 11,9 %, роздрібна торгівля — 6,9 %.